# سفارة دولة فلسطين لدى التشيك
سفارة دولة فلسطين لدى التشيك هي الممثلية الدبلوماسية العُليا لدولة فلسطين لدى التشيك. تقع السفارة في براغ.